# Decapterus scombrinus
Decapterus scombrinus es una especie de peces de la familia Carangidae en el orden de los Perciformes.

## Morfología
• Los machos pueden llegar alcanzar los 46 cm de longitud total.

## Distribución geográfica
Se encuentra en las  costas del Pacífico oriental: desde California hasta las Islas Galápagos. También en Australia.